# Папуга клинохвостий
Папуга клинохвостий (Psittaculirostris desmarestii) — вид папугоподібних птахів родини Psittaculidae. Мешкає на Новій Гвінеї та на сусідніх островах. Вид названий на честь французького зоолога Демаре Ансельма Гаетана.

## Опис
Довжина птаха становить 18-29 см, з яких на хвіст припадає 6 см, вага 108–126 г. Виду не притаманний статевий диморфізм. Забарвлення переважно зелене, нижня частина тіла жовтувата. Щоки, скроні і горло золотисто-жовті з зеленуватим відтінком, у самиць щоки яскраво-зелені. Лоб червоний, тім'я оранжеве. Під очима блакитні плями, на грудях та на плечах блакитні смуги. На волі золотисто-коричневий "комірець". Дзьоб товстий, чорний, хвіст клиноподібний. Очі темні. Забарвлення молодих птахів дещо тьмяніше.

## Підвиди
Виділяють п'ять підвидів:
- P. d. blythii (Wallace, 1864) — острів Місоол;
- P. d. occidentalis (Salvadori, 1876) — острови Салаваті[en] і Батанта, захід півострова Чендравасіх і півострів Онін;
- P. d. desmarestii (Desmarest, 1826) — схід півострова Чендравасіх;
- P. d. godmani (Ogilvie-Grant, 1911) — південь Нової Гвінеї;
- P. d. cervicalis (Salvadori & D'Albertis, 1875) — схід Нової Гвінеї.

Деякі дослідники виділяють підвиди P. d. godmani і P. d. cervicalis у окремі види Psittaculirostris godmani і Psittaculirostris cervicalis.

## Поширення і екологія
Клинохвості папуги живуть у вологих рівнинних і гірських тропічних лісах, на узліссях, в мангрових лісах і у вологих саванах. Зустрічаються на висоті до 1300 м над рівнем моря, подекуди на висоті до 1650 м над рівнем моря.